# Чемпионат мира по полумарафону 2010
Чемпионат мира по полумарафону 2010 года прошёл 16 октября в китайском городе Наньнин. Решение о проведение соревнований в городе Наньнин было принято 20 ноября 2009 года на заседании совета IAAF в Монако. Общий призовой фонд соревнований составил 245 000 долларов США. За первое место было денежное вознаграждение в размере 30 000 долларов. За победу в командном первенстве 15 000 долларов.
Дистанция полумарафона проходила по улицам города. Всего было проведено 2 забега — мужчины и женщины. Также разыгрывались победители в командном первенстве — складываются три лучших результата от страны и по сумме наименьшего времени определялись чемпионы.

## Призовой фонд
Общий призовой фон соревнований составил 245 000 долларов США.
В личном первенстве
- 1-е место — 30 000
- 2-е место — 15 000
- 3-е место — 10 000
- 4-е место — 7000
- 5-е место — 5000
- 6-е место — 3000

В командном зачёте
- 1-е место — 15 000
- 2-е место — 12 000
- 3-е место — 9000
- 4-е место — 7500
- 5-е место — 6000
- 6-е место — 3000

## Результаты

### Мужчины
| Вид             | Золото                                                | Серебро                                                       | Бронза                                                   |
| Личный зачёт    | Уилсон Кипроп 1:00.07                                 | Зерсенай Тадесе 1:00.11                                       | Сэмми Китвара 1:00.22                                    |
| Командный зачёт | Кения · Уилсон Кипроп · Сэмми Китвара · Силас Кипруто | Эритрея · Зерсенай Тадесе · Самуэль Цегай · Тевелде Эстифанос | Эфиопия · Лелиса Десиса · Бирхану Бекеле · Асефа Менгсту |

### Женщины
| Вид             | Золото                                                    | Серебро                                               | Бронза                                                |
| Личный зачёт    | Флоренс Киплагат 1:08.24                                  | Дире Туне 1:08.34                                     | Пенина Арусеи 1:09.05                                 |
| Командный зачёт | Кения · Флоренс Киплагат · Пенина Арусеи · Джойс Чепкируи | Эфиопия · Дире Туне · Фейсе Тадесе · Месерет Менгисту | Япония · Ёсими Одзаки · Рёко Кидзаки · Адзуса Нодзири |